# بخش بنارویه
بخش بنارویه یکی از بخش‌های شهرستان لارستان در استان فارس ایران است.

## تقسیمات کشوری
- بخش بنارویه
  - دهستان ده فیش
  - دهستان بنارویه

شهرها: بنارویه

## جمعیت
این بخش در سرشماری سال ۱۳۹۵، جمعیتی برابر با ۱۶٬۷۲۳ نفر داشت.

## روستاهای بخش بنارویه
- شرفویه
- مارمه
- بختیارویه
- حسن‌آباد مارمه
- دهفیش
- لاغران